# セブン&アイ・ホールディングス
株式会社セブン&アイ・ホールディングス（英: Seven & i Holdings Co., Ltd.）は、セブン-イレブン・ジャパン、イトーヨーカ堂などを傘下に持つ日本の大手総合流通持株会社。東京都千代田区二番町に本社を置く。日経平均株価およびTOPIX Core30、JPX日経インデックス400の構成銘柄の一つ。
社名表記としては通常「セブン&アイHLDGS.」を使用し、同社および各事業会社を総称してグループ全体の呼称としても用いられる。このほか、広告やポスターなどで「セブン&アイグループ」「セブン&アイ」などと称することもある。持株会社化する以前はアイワイグループ（IY Group）と称した。
社名をセブン-イレブン・コーポレーションに変更することを予定（2025年度）していたが、延期となっている。

## 概要
- セブン-イレブン・ジャパン：日本最大のコンビニエンスストア・チェーン
- イトーヨーカ堂：首都圏を中心に展開する総合スーパー（セブン&アイホールディングスの祖業）
- ヨークベニマル：東北地方などを中心に展開するスーパーマーケット
- セブン銀行：コンビニATM最大手
- ロフト：生活雑貨を扱うチェーンストア

などを中心とする日本の総合流通グループである。
2021年2月期の決算短信によれば、グループの連結営業利益3663億29百万円のうち約64%にあたる2342億58百万円をセブン-イレブンによる国内コンビニエンスストア事業が稼いでいる。2019年7月11日、沖縄県にセブン-イレブンが初出店したことで、全国47都道府県への小売店舗展開が完了した。

## 特徴

### 持株会社化
以前はイトーヨーカ堂を中核会社とする企業グループであった。しかしイトーヨーカ堂の業績が伸び悩む一方で子会社のセブン-イレブン・ジャパンの業績は好調という状況で、株価も時価総額が筆頭株主たるイトーヨーカ堂を上回る状態（いわゆる「親孝行会社」）となり、同社が買収の対象となりやすい状況にあった。
ちょうどそのころに、ライブドアによるニッポン放送買収問題（ニッポン放送の経営権問題）が発生し、敵対的買収への防衛策について注目が集まった。そこで、イトーヨーカ堂が子会社の業績に頼らない経営、および敵対的買収からの防衛を目的として、2005年9月1日にイトーヨーカ堂、セブン-イレブン・ジャパン、デニーズジャパンの三社で、持株会社「セブン&アイ・ホールディングス」を株式移転により設立して持株会社体制へ移行した。
2005年、株式上場することで敵対的M&Aの標的になることを危惧した西武百貨店社長の和田繁明から、セブン&アイホールディングス社長の鈴木敏文に経営統合が持ちかけられた。鈴木は「2トップ制の対等、二人三脚の統合」を主張したが、和田の側が一歩引き、傘下入りすることで合意した。
2006年1月31日、野村プリンシパル・ファイナンス株式会社の保有する株式（65.45%）を買い取り、株式会社ミレニアムリテイリングを子会社化した。2006年6月1日には株式交換により完全子会社化した。これにより、コンビニエンスストア・スーパーマーケット・デパート（百貨店）という既存業態の枠を超えた日本最大で、世界でも屈指の巨大総合流通グループになった。

### M&A
2018年1月24日、スノコからの1,030店舗の取得手続きを完了した。取得価額は31億1400万ドル（約3450億円）である。
2020年8月3日、米コンビニ第3位のチェーン店マラソン・ペトロリアムの小売部門であるスピードウェイを買収することで合意した。取得価格は210億ドル（約2兆2200億円）である。これは日本企業による海外企業の大型合併・買収（M&A）としては歴代4位の規模である（2020年8月現在）。これにより、すでにアメリカで業界首位であるセブン&アイの店舗数は1.4倍に膨らむことになる。買収手続きは2021年5月14日に完了したが、アメリカの連邦取引委員会（FTC） の一部委員が「反トラスト法 違反の疑いがある」として、異議を唱える声明を発表していた。その後、FTCは指定する20州のセブン-イレブンとスピードウェイの計293店舗を競合他社（3社）に売却する条件で本買収を容認することを同年6月に発表した。なお、今後5年間は該当店舗の買い戻しにはFTCの承認が、10年間の指定地域での資産売買もFTCへの事前通知がそれぞれ必要となる。
2023年11月、オーストラリアでセブン-イレブンを運営しているコンビニエンス・グループホールディングスを買収することを発表した。取得価額は17億1000万オーストラリアドル（約1670億円）である。
2023年12月、FTCはフロリダ州内の既存店を無断で買収し、先のスピードウェイ買収時の取り決めに違反したことが判明したとして、最大7700万ドル（約113億円）の制裁金を求めて、ワシントンの連邦地方裁判所に提訴したことを発表した。
逆に、2025年8月には同業会社で「サークルK」などを展開しているカナダのアリマンタシォン・クシュタールから買収の提案を受け、両者の間で協議が重ねられたが2025年7月17日にクシュタールは「セブンが建設的な協議に応じなかった」として提案を撤回した。

### 名称とブランディング
社名の「セブン」は、以下の7つの主要な事業領域を表しており、「アイ」は、innovation（革新）のi（アイ）と「愛」を表している。
1. コンビニエンスストア
2. スーパーストア
3. レストラン
4. スーパーマーケット
5. 百貨店 [注釈 3]
6. 金融サービス
7. IT/サービス業

これは公式に発表されているコンセプトだが、グループ共通ロゴマークの「セブン」の部分はセブン-イレブンのロゴと同一であり、「セブン-イレブン&イトーヨーカドー」の意味が含まれている。
2005年秋以降は、グループ各店舗の看板が続々と「セブン&アイ」のものに替わっているが、消費者にセブン-イレブンの看板という認識が定着してしまい、デニーズやイトーヨーカドーなど一部の事業領域においては、この看板の掛け替えが思わぬマイナス効果を生み出してしまい、統合前の元の看板に順次戻すかそれに近いデザインに修正するというケースもある。
2012年度には「新しい今日がある」というコーポレートスローガンを掲げ、テレビCMなどのサウンドロゴやスポンサークレジットでは「セブンアイ」または「セブンアイグループ」と称することがあった（表記は今まで通り「セブン&アイ」のまま）。2013年度からは、呼称を再び「セブン&アイ」（読みはセブンアンドアイ）に戻している。
コーポレートカラーは従来からセブン-イレブンのロゴマークに使用されていたオレンジ・緑・赤（セブンオレンジ・セブングリーン・セブンレッド）で、セブンオレンジには「常に上昇、挑戦を続けようとする朝日をイメージした色」、セブングリーンには「オアシスの水辺に生きる生命のシンボルである緑を表現した色」、セブンレッドには「強い情熱、決意のシンボルである炎を表現した色」という意味が込められている。
持株会社化以前から、社名に「ヨーク」が入る関連会社 が存在するが、これはIto YokadoのYokをアレンジしてYorkとしたものである。

### 新入社員
1977年以来、「新入社員といえど、世の中の他の新入社員を店頭でお迎えすべき立場にある」とのポリシーから、通常4月に行われる新入社員の入社式を3月下旬に行っている。

### プライベートブランド
2007年5月23日にセブンプレミアムを、セブン＆アイグループの共通プライベートブランド (PB) としてスタートさせた。セブン-イレブン、イトーヨーカドー、ヨークベニマルといったコンビニ、スーパーだけでなく、提携先のダイイチ や天満屋ストア、イズミ などでも販売されている。メーカーと共同開発し、製造元の名前も表示している。
2019年2月期で、アイテム数は4,150、年間売上高は1兆4500億円に達している。
かつてはイトーヨーカドーでのみ、「カットプライス」というプライベートブランドを展開していたこともあった。
さらに、セブンプレミアムから派生した、「セブンプレミアムゴールド」や、「セブン・ザ・プライス」も展開する。

### ポイントプログラム
グループ共通の「7iD」を利用した特典プログラムとして、2018年6月からセブン-イレブンおよびイトーヨーカドーでポイントプログラム「セブンマイル」を開始した。 12月にはそごう・西武、2019年にはロフトおよびアカチャンホンポなどへと対象を拡大している。セブンマイルは商品などの特典のほかnanacoポイントへの交換も可能である。それぞれの企業アプリで会員証を提示すると購入金額 200円（税抜）ごとに1マイル付与されるが、セブン-イレブンとイトーヨーカドーでは7iDと紐づけしたnanacoを使用すると自動的に付与される。
また、そごう・西武ではセブン&アイ・グループ入り前から運営されていたポイントプログラム「クラブ・オンカード」（西武）「ミレニアムカード」（そごう）も継続されており、西武東戸塚S.C.以外の西武・そごうの各店では「西武・そごうアプリ」と「クラブ・オンカード/ミレニアムカード」を同時に提示すれば、ポイントとセブンマイルが両方付与される（一部商品や無印良品などの専門店を除く）。

### グループ主要企業の比較
数値は注記のない限り、セブン&アイ・ホールディングス公表の2021年2月期決算補足資料 (PDF) によった。2021年2月期は、コンビニエンスストアや百貨店などの売上高が新型コロナウイルス感染症による経済的影響で減少している ため、参考値としてカッコ内に2020年2月期の売上高を併記している。
| 企業名          | 売上高                    | 国内店舗数 |
| --------------- | ------------------------- | ---------- |
| セブン-イレブン | 4兆8706億円（5兆100億円） | 21,167店   |
| イトーヨーカ堂  | 1兆532億円（1兆1543億円） | 132店      |
| ヨークベニマル  | 4690億円（4386億円）      | 235店      |
| セブン銀行      | 1485億円                  |            |
| ヨーク          | 1429億円                  | 100店      |
| ロフト          | 1199億円                  | 131店      |

### プロ野球との関係
埼玉西武ライオンズの優勝セールを行っている。元は西武鉄道グループと同根であったセゾングループ各社（百貨店は西武百貨店、スーパーは西友、コンビニエンスストアではファミリーマート）が優勝セールを行っていたが、セゾングループ解体による西友のウォルマート子会社化と、西武百貨店のセブン&アイ傘下移行により、百貨店では西武百貨店に加えて、そごう・ロビンソン百貨店でもセールを行うようになり、スーパーではイトーヨーカドー、コンビニではセブン-イレブンに権利が移行している。
なお、西武ホールディングスとセブン&アイはお互いに「連携強化のため」として株式を持ち合っている。西武ドームのスコアボード上部に看板を提供している。西武・そごうとともに、セブン-イレブン・イトーヨーカドーも看板を出している。また、主にセブン-イレブンが各地のプロ野球球団の本拠地球場にも広告を掲出している。
この他、イトーヨーカドーでは読売ジャイアンツの優勝セールも行っていた。

## 沿革
- 2005年（平成17年）
  - 9月1日：株式会社セブン-イレブン・ジャパン、株式会社イトーヨーカ堂、株式会社デニーズジャパンの3社が株式移転により3社の持株会社として設立。
  - 9月2日：日経平均株価の構成銘柄として採用される。
  - 12月26日：そごう、西武百貨店の持ち株会社であるミレニアムリテイリングが買収防衛の為、かねてからセブン&アイ・ホールディングスに傘下入りを打診。ミレニアムリテイリングの株式を野村プリンシパル・ファイナンスから買収し100%子会社化することを発表する。このことにより、セブン&アイ・ホールディングスは流通小売業で国内一位、世界でも有数の規模となる。
- 2006年（平成18年）
  - 1月31日：野村プリンシパル・ファイナンスの保有する株式を買い取り、株式会社ミレニアムリテイリングを子会社化 (65.45%)。
  - 3月1日：後述の会社分割と合併を行い、セブン&アイ発足時の法手続きによりイトーヨーカ堂に発生したセブン&アイ株を自社に移転した。また、ヨークマートとセブン&アイ生活デザイン研究所を直接子会社化。
  - 6月1日：株式交換により株式会社ミレニアムリテイリングを完全子会社化。
  - 9月1日：株式交換により株式会社ヨークベニマルを完全子会社化。
- 2007年（平成19年）
  - 1月10日：外食事業を行うデニーズジャパン・ファミール・ヨーク物産の統合を目的として、株式会社セブン&アイ・フードシステムズを設立。
  - 4月23日：独自の電子マネー「nanaco」（ナナコ）の発行・事業開始（ジェーシービーと共同開発中）。2006年5月時点の計画では、セブン-イレブン・イトーヨーカドー・デニーズの全店舗が取扱店となる見込み。
  - 5月23日：プライベートブランド「セブンプレミアム」商品の販売開始。イトーヨーカドー、ヨークベニマルなど、傘下4社にて取扱。
- 2008年（平成20年）
  - 8月5日：アインファーマシーズと資本業務提携しイトーヨーカドーなどショッピングセンター内にドラッグストアを出店する方針。
- 2009年（平成21年）
  - 8月1日：傘下の株式会社そごう、株式会社西武百貨店、株式会社ミレニアムリテイリングが合併し、株式会社そごう・西武となる。
  - 9月1日：株式会社そごう・西武が、株式会社ロビンソン百貨店を吸収。セブン&アイ系百貨店（そごう・西武・ロビンソン）が一社に統合された。
- 2013年（平成25年）
  - 12月3日：東京海上キャピタルとバーニーズジャパンの株式譲渡契約を締結[41]。
- 2015年（平成27年）
  - 11月1日：ECサービス「オムニ7」をオープン。
- 2016年（平成28年）
  - 4月7日：鈴木敏文会長が策定した人事案が否決された責任を取り、退任することが発表された。
  - 5月26日：鈴木会長が名誉顧問、村田紀敏社長が顧問に退き、井阪隆一が後任として昇格。
  - 10月6日：阪急阪神百貨店を傘下に持つエイチ・ツー・オー リテイリング株式会社との資本業務提携を発表[42]。関西圏のセブン-イレブンで『Sポイント』を採用するほか、傘下のそごう・西武運営店舗のうちそごう神戸店、西武高槻店、そごう西神店をエイチ・ツー・オー リテイリングが承継する予定としていたが、西神店に関しては後に撤回（2020年8月閉店）。
- 2017年（平成29年）
  - 7月6日：通信販売会社のアスクル株式会社との業務提携を発表。両社の通販サイトで互いの商品を扱うほか、共同で食材の宅配事業に取り組む予定。
- 2018年（平成30年）
  - 3月8日：小田急電鉄・小田急商事とのスーパーマーケット（SM）事業、駅構内売店事業、コンビニエンスストア事業における業務提携を発表[43]。
  - 4月5日：イズミとの業務提携を発表。2019年春をめどにポートプラザ日化にあるイトーヨーカドー福山店の営業をイズミが引き継ぐことを決め、セブン-イレブンは2万店を突破した[44]。
- 2019年（令和元年）
  - 7月11日：セブン-イレブンがセブン-イレブン・ジャパン子会社のセブン-イレブン・沖縄により沖縄県に出店開始し、店舗の全国展開を完了。
- 2022年（令和4年）
  - 10月：グループ共通の大規模食品製造工場の建設工事が千葉市緑区誉田町の工業団地ネクストコア千葉誉田で着工[45]。
- 2023年（令和5年）
  - 5月1日：バーニーズジャパンの全株式をラオックスホールディングスに売却[46][47][48][49]。
  - 9月1日：そごう・西武の全株式をフォートレス・インベストメント・グループに売却[22][50]。イトーヨーカ堂がヨークを吸収[51]。
- 2024年（令和6年）
  - 10月11日：スーパー事業等のグループ構造再編に伴い、ヨーク・ホールディングスを設立[52]。

### 歴代社長
- 村田紀敏：2005年 - 2016年
- 井阪隆一：2016年 - 現職

## 設立
持株会社としてのセブン&アイは、株式移転により2005年9月1日に設立。純粋持株会社で、事業内容はコンビニエンスストア事業、スーパーストア事業およびレストラン事業を中核に百貨店事業、金融サービス事業およびIT/サービス業などを行う企業グループの企画、管理、運営としている。
再編前の株式会社イトーヨーカ堂が、セブン-イレブン・ジャパン、デニーズジャパン両社の親会社であったため、株式移転によりセブン&アイの子会社となったイトーヨーカ堂は、両社の株式が株式交換され、4億2750万9908株という大量のセブン&アイ株の交付を受けた。会社法第135条により親会社株式の保有はできず、当該株式は相当の時期に処分が必要となるが、セブン&アイは再編にあたり、当該株式を全株消却するため、従来のイトーヨーカ堂を中間持株会社に転換して株式保有させ、事業承継会社（新イトーヨーカ堂）を新たに分離した後、保有株式とともに中間持株会社をセブン&アイに吸収合併させることとした。この枠組みにより、2006年3月1日に従来のイトーヨーカ堂は「株式会社イトーヨーカ堂SHC」と商号変更した上で中間持株会社に転換し、会社分割で同社から事業一切を承継する「株式会社イトーヨーカ堂」（新イトーヨーカ堂）を設立した。そして、イトーヨーカドーSHCを直ちにセブン&アイが吸収合併し、イトーヨーカドーSHCが保有する4億2750万9908株のセブン&アイ株は同社の自己株式となった。当該株式は2006年7月4日に全株（消却時点の発行済み株式の31.33%）が消却された。
- 2006年2月28日時点での発行済み株式総数13億4638万3002株

1. 株式会社イトーヨーカ堂 4億2750万9908株

（子会社のイトーヨーカ堂が発行済み株式総数の約3分の1を保有）
↓
- 2006年7月4日消却後の発行済み株式総数9億3719万0746株

（イトーヨーカドーSHC保有の株式が自己株式となり、2006年7月4日に全株消却されたため、その分だけ発行済み株式総数が減少）
なお、イトーヨーカドーSHC（従来のイトーヨーカ堂）はセブン&アイ株と新イトーヨーカ堂株だけでなく、ヨークマート株とセブン&アイ生活デザイン研究所株（旧IYG生活デザイン研究所）も保有し、これらの会社も同社の吸収合併によりセブン&アイの直接の子会社とした。それら以外の株式は、新イトーヨーカ堂に承継されている。

## 関連企業（セブン&アイグループ）

### セブン&アイ・ホールディングスの直接子会社
- 株式会社セブン-イレブン・ジャパン：セブン-イレブン（コンビニエンスストアチェーン）のフランチャイザー。
- 株式会社ヨーク・ホールディングス：中間持株会社。2025年2月末にSST事業の運営会社を承継予定。
- 株式会社イトーヨーカ堂：総合スーパー（GMS）のイトーヨーカドーを運営。
- 株式会社セブン&アイ・フードシステムズ：デニーズ（ファミリーレストラン）、従業員食堂や学生食堂の運営。
- 株式会社ヨークベニマル（株式交換により2006年9月1日に完全子会社化）：福島県中心のスーパーマーケット（旧紅丸商事）。1973年から提携。
  - 株式会社サンエー[注釈 12]：宮城県のスーパーマーケット。店舗数は1店舗。1982年から業務提携。2025年3月1日に親会社のイトーヨーカ堂がヨークベニマルに株式譲渡。
- 株式会社セブン・フィナンシャルサービス：グループのノンバンク事業の中間持株会社。傘下には、株式会社セブンCSカードサービス（クレジットカード事業）、株式会社ヨークインシュアランス（保険代理店事業）がある。また、出資先としてライフネット生命保険株式会社がある。
- 株式会社セブン&アイ・ネットメディア（2008年7月11日設立）：IT関連事業の統括。
- 株式会社セブン&アイ・クリエイトリンク：グループの不動産開発・管理を行う企業。旧株式会社モール・エスシー開発（イトーヨーカ堂 60%、三井物産 40%） 。デベロッパー。イトーヨーカ堂をキーテナントにした大型ショッピングモール「Ario」などの開発・運営。
- 株式会社シェルガーデン：高級食品スーパーマーケット「ザ・ガーデン自由が丘」。2006年1月からグループ入り。2020年まではそごう・西武の100%子会社だったが2020年4月30日に直接子会社へ移行[54]。
- 株式会社ロフト (LOFT)（セブン&アイ・ホールディングス 70.7%、クレディセゾン 10.6%）：文具・雑貨専門店。2006年1月からグループ入り。以前はそごう・西武の完全子会社であったが、2023年9月にセブン&アイ・ホールディングスの直接子会社となった。

セブン-イレブン豊洲店（日本第1号店）
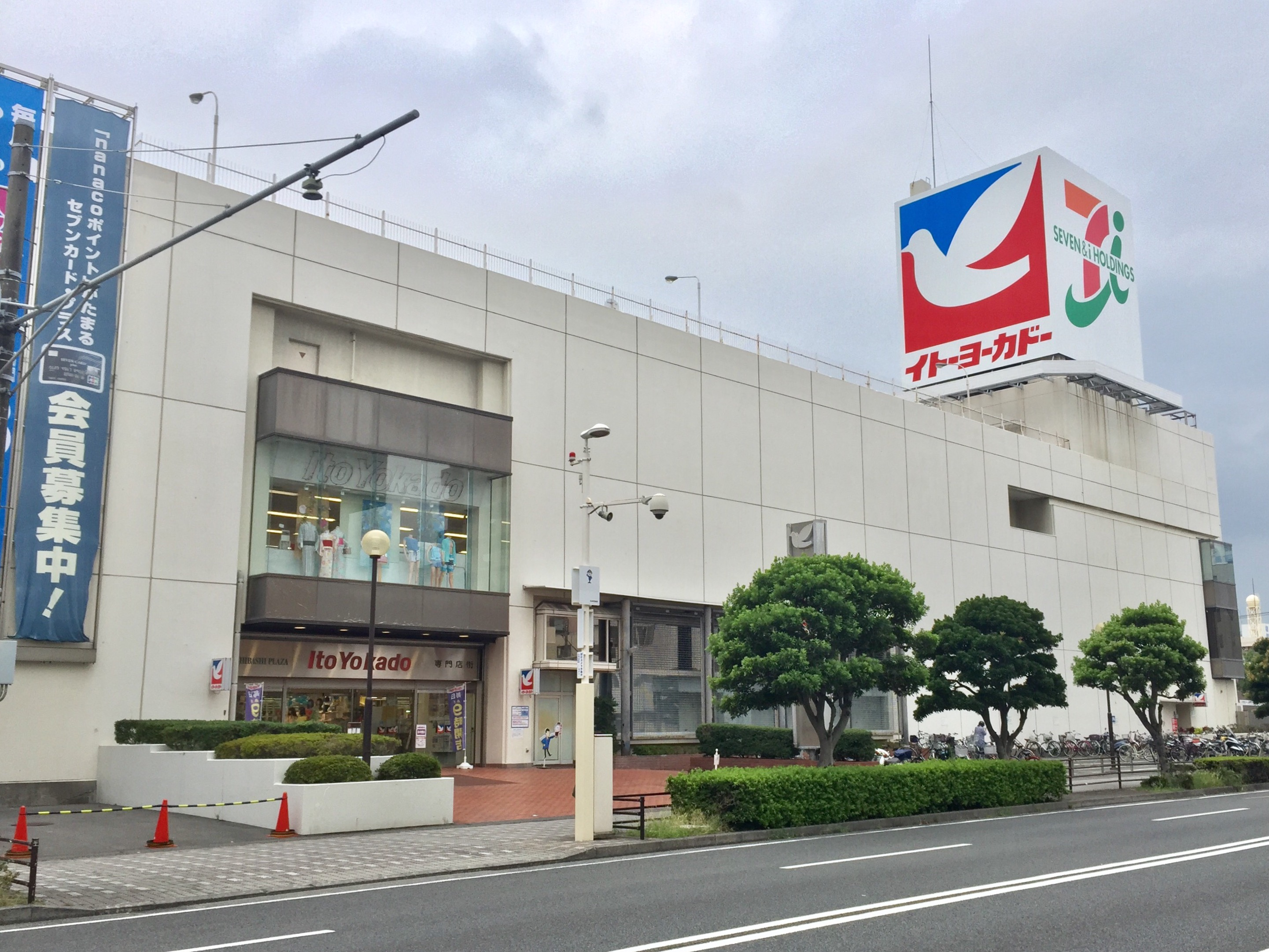
イトーヨーカドー沼津店
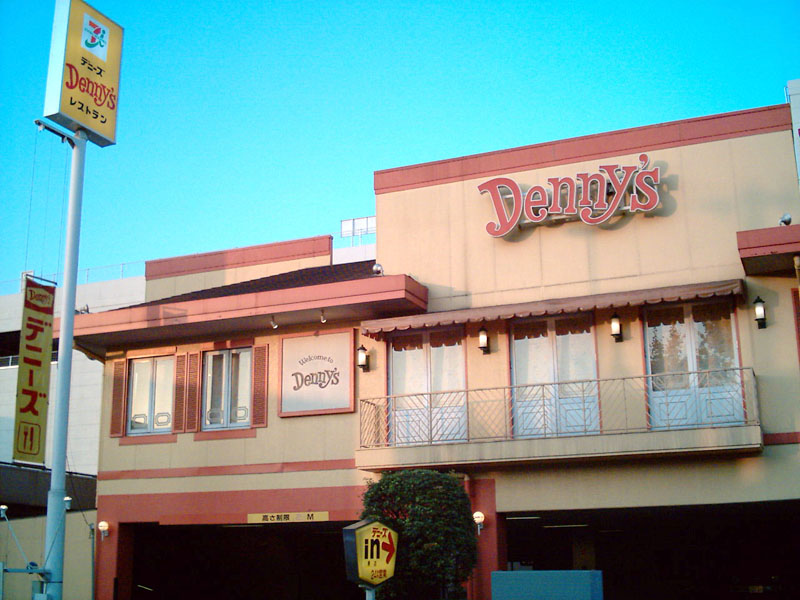
デニーズ蕨店
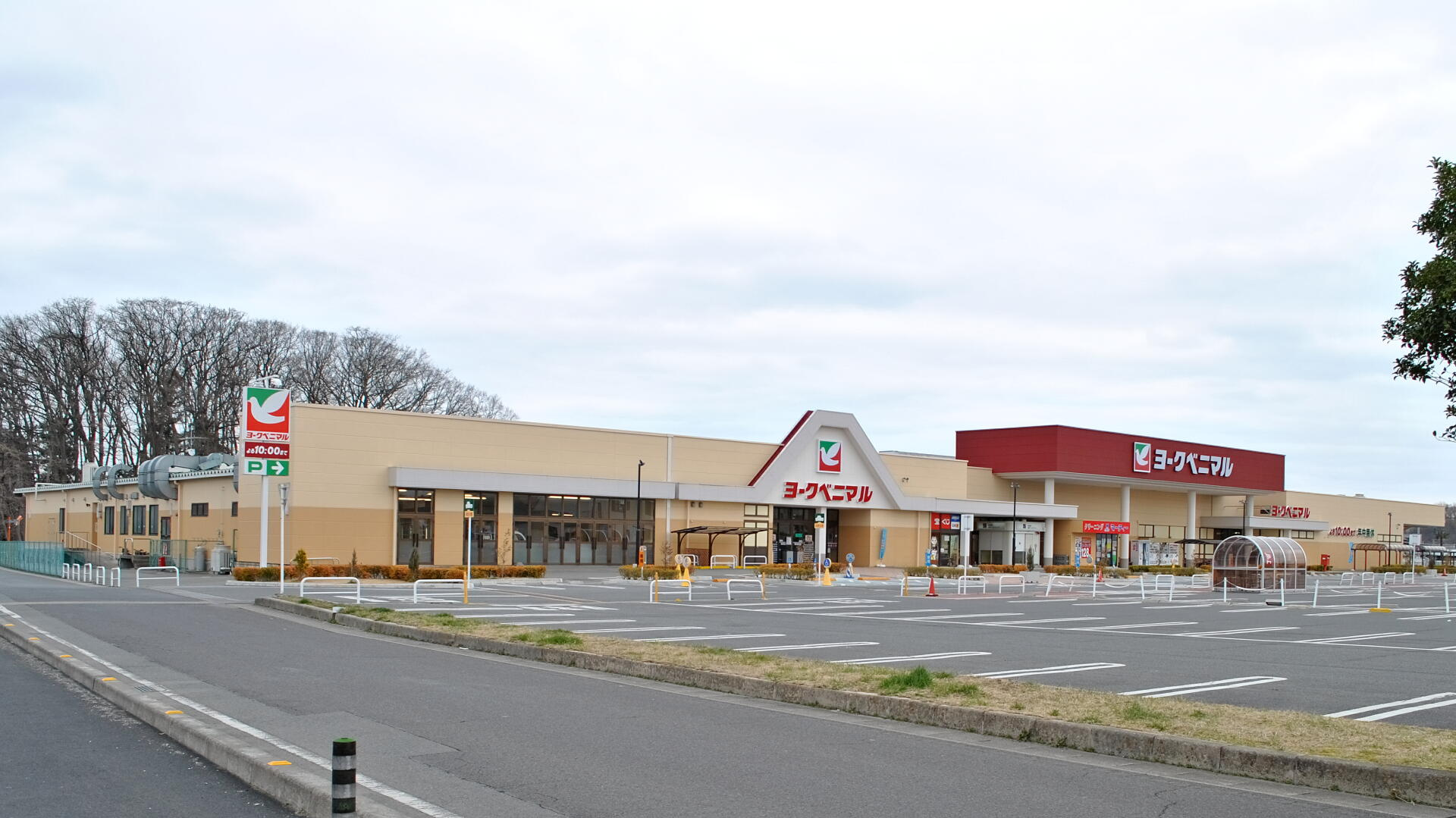
ヨークベニマル原町西店
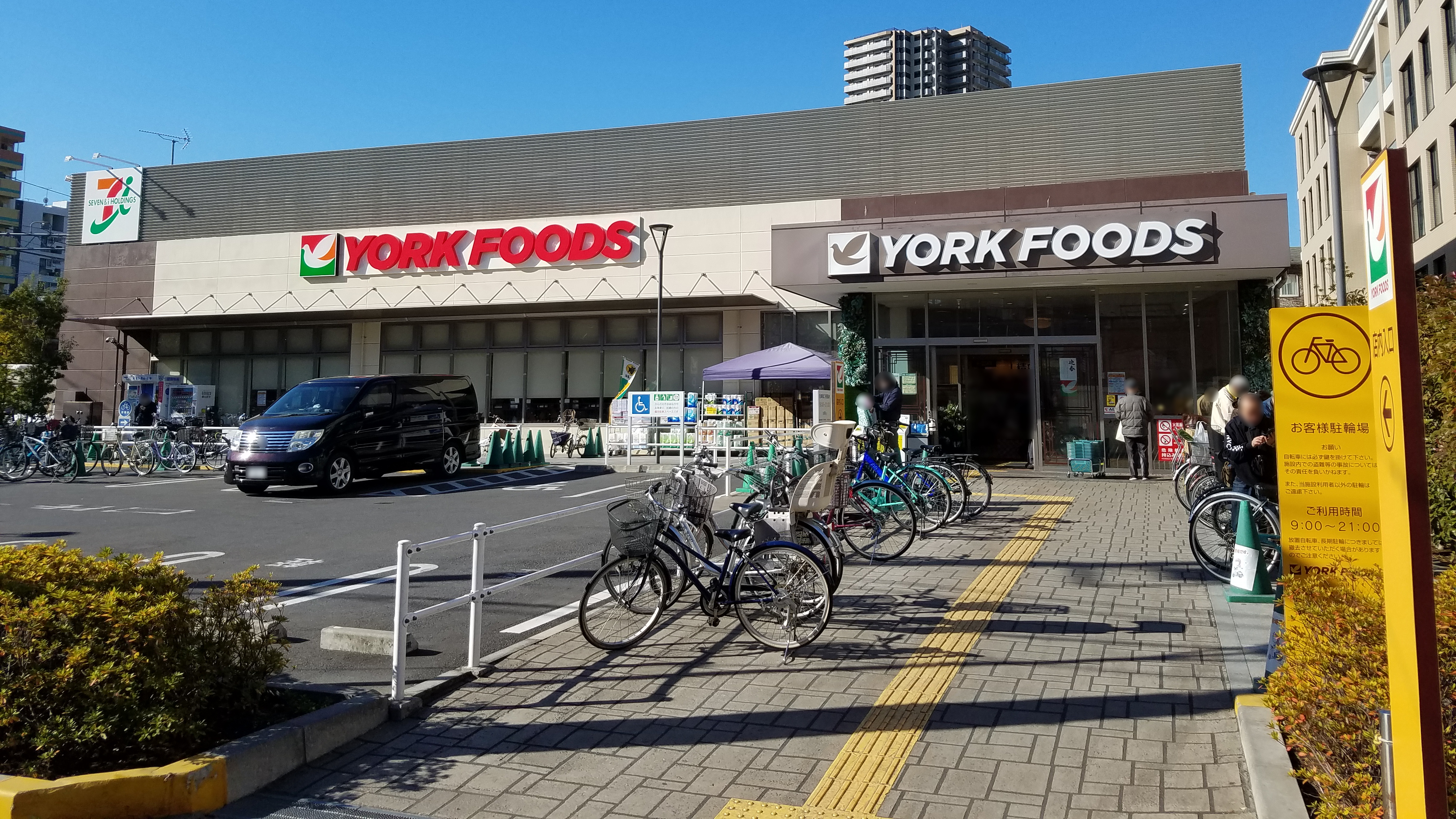
ヨークフーズ三ノ輪店
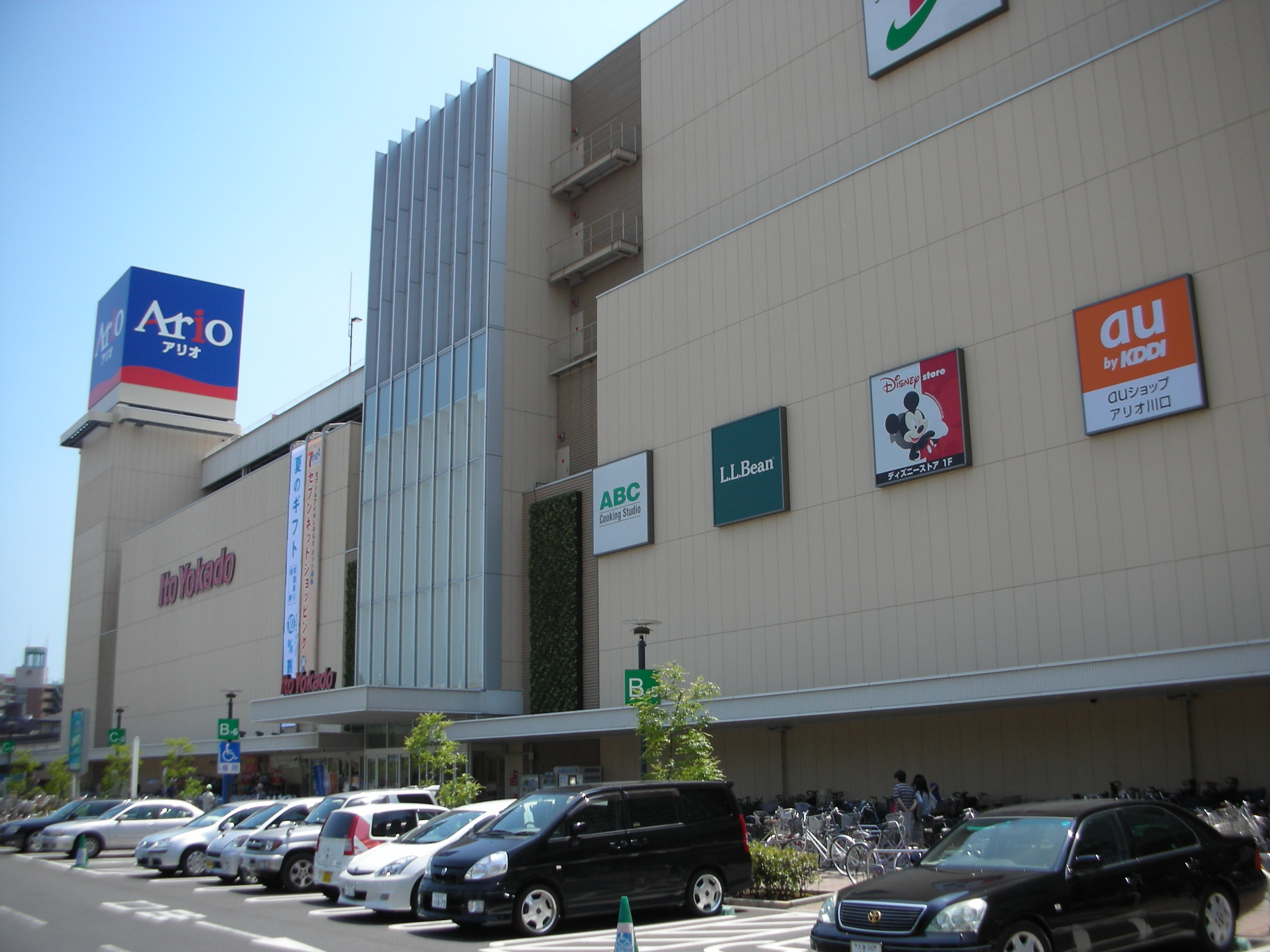
アリオ川口

### その他のグループ企業

#### セブン-イレブン・ジャパン系
- 株式会社セブン-イレブン・沖縄（セブン-イレブン・ジャパン 100%）：沖縄県内におけるセブン-イレブンのフランチャイズ本部。2017年設立。
- セブン-イレブン・インク（7-Eleven, Inc.）：米国においてセブン-イレブン事業を展開。1991年にイトーヨーカ堂などが70%の株式を取得した後、2005年に100%子会社として再編。
- 株式会社セブンネットショッピング（セブン-イレブン・ジャパン 100%）：ソフトバンクグループ・ヤフーなどとの共同事業が母体。現在はヤフー以外での販路を見出している。
- 株式会社セブン・ミールサービス：配食サービス。
- 株式会社セブン銀行（セブン-イレブン・ジャパン 38.07%、イトーヨーカ堂 3.94%、ヨークベニマル 3.77%）：銀行業。 アイワイバンク銀行から2005年10月11日に社名変更。2008年2月29日に株式会社ジャスダック証券取引所に上場。2011年に東証1部上場。
  - 株式会社セブン・カードサービス（セブン銀行98.9%）：クレジットカード事業および電子マネー事業（nanaco）を提供。
  - 株式会社セブン・ペイメントサービス（セブン銀行100%）：口座不要の「現金受取サービス」を提供。
  - 株式会社バンク・ビジネスファクトリー（セブン銀行100%）：金融機関等に対してBPOサービスを展開。
  - 株式会社ACSiON（セブン銀行60%、電通総研40%）：本人確認、不正検知プラットフォーム事業を展開。

#### （旧）IYグループ系
- 株式会社ヨーク警備（イトーヨーカ堂100%）：イトーヨーカドーグループの警備会社として1977年9月設立。主にイトーヨーカドー各店舗の警備業務を請け負う。
- 株式会社ダイイチ（イトーヨーカ堂30%）：北海道帯広市を中心に展開しているスーパーマーケット。店舗数は22店舗。2013年から業務提携。
- 株式会社赤ちゃん本舗（セブン&アイ・ホールディングス直接保有84.7%、間接保有10.3%）：大阪本社のベビー用品などのチェーン店。2007年7月グループ入り。
- 株式会社天満屋ストア（イトーヨーカ堂20%）：岡山県・広島県・鳥取県で展開しているスーパーマーケット。店舗数は47店舗。2013年から業務提携。
- 株式会社（旧）アインファーマシーズ→アインホールディングス（7.78%出資、資本業務提携）：調剤薬局やドラッグストアの経営。

#### その他サービス業など
- 株式会社セブンカルチャーネットワーク（セブン＆アイ・ネットメディア 91.8%、残りをセブン-イレブン・ジャパン、イトーヨーカ堂、そごう・西武が出資）：カルチャーセンター「池袋コミュニティ・カレッジ」「セブンカルチャークラブ」の運営や体験型ツアーの企画・実施。
- 株式会社セブンドリーム・ドットコム（セブン＆アイ・ネットメディア 68%）：インターネット通信販売などEC分野。
- タワーレコード株式会社（44.6%出資持分法適用会社）：CD・DVD販売など。2010年3月2日に資本参加を発表し、NTTドコモに次ぐ第2位の株主となる。
- 公益財団法人伊藤謝恩育英財団：奨学金給付。
- ぴあ株式会社（19.7%出資持分法適用会社）：プレイガイド、チケット販売など。2009年12月1日に資本提携し、持分法適用会社化。

### 過去のグループ企業
- 株式会社ロビンソン百貨店：百貨店（札幌・春日部・小田原）札幌店を閉鎖後、2009年9月にそごう・西武が吸収。
- 株式会社スーパーカドヤ（ヨークベニマル100%）：茨城県のスーパーマーケット。2005年9月に株式交換でヨークベニマルの子会社となったが、2007年9月、ヨークベニマルに吸収された。当初はカドヤ事業部としてブランドを継続させていたが、2010年8月までに全店舗がヨークベニマルに転換された。
- 株式会社メリーアン：首都圏中心の婦人服専門店。2015年にそごう・西武が吸収。
- ダイクマ（ディスカウントストア）：経営不振に伴い2002年にヤマダ電機に売却された。
- マツヤ：長野県の食品スーパーマーケット、当時の社名は「ヨークマツヤ」。1988年に業務提携を解消。2016年アルピコグループのアップルランドに吸収合併されデリシアとなった。
- 近商ストア：近鉄グループのスーパーで2011年に資本・業務提携したが2014年に提携解消。
- 株式会社セブン&アイ生活デザイン研究所（2006年3月の合併で直接の完全子会社に）：商品開発を担当していた。（旧株式会社IYG生活デザイン研究所）2014年11月にイトーヨーカ堂が吸収合併。[55][56]
- 株式会社フォーキャスト：東京都内で小型スーパーマーケット「コンフォートマーケット」を運営。2020年6月1日にヨークへ吸収合併された[57]。
- 株式会社オッシュマンズ・ジャパン：総合スポーツ用品専門店「OSHMAN'S」の運営（原宿・新宿など）。2022年3月にエービーシー・マートへ売却。
- 株式会社万代：大阪府を中心に展開しているスーパーマーケット。2015年3月に業務提携を結び、セブン&アイが万代に出資することも検討されていたが、2022年9月に提携を解消したことが報じられた[58]。
- 株式会社バーニーズジャパン：高級衣料・雑貨店。2015年に完全子会社化。2023年5月、ラオックスホールディングスに売却[49]。
- 株式会社そごう・西武：百貨店の西武・そごうを運営。2023年9月、フォートレス・インベストメント・グループに売却[22]。
- 株式会社池袋ショッピングパーク：公共地下駐車場・ショッピングセンターの経営及び付帯事業。そごう・西武の完全子会社。2023年9月、フォートレス・インベストメント・グループに売却[22]。
- 株式会社八ヶ岳高原ロッジ：八ヶ岳高原海ノ口自然郷の不動産販売・宿泊施設の運営。そごう・西武の完全子会社。2023年9月、フォートレス・インベストメント・グループに売却[22]。
- 株式会社ごっつぉ便：ギフトキットの卸売。そごう・西武の完全子会社。2023年9月、フォートレス・インベストメント・グループに売却[22]。
- 株式会社ヨーク：首都圏の食品スーパーマーケット。2023年9月、イトーヨーカ堂が吸収[51]。
- 株式会社セブン&アイ出版（セブン＆アイ・ネットメディア 100%）：出版業。芝パーク出版から2005年12月1日に社名変更。「saita」「ローリングストーン」「MADURO」などを発行・発売（一部発行社が異なる雑誌あり）していた。晩年の2017,18年度は雑誌部門の不振で赤字決算であった。[59] 2020年11月6日解散。[60]
- 株式会社ニッセンホールディングス：通販事業のニッセンを中心とした持株会社。2013年にグループ入り、2016年にセブン&アイ・ホールディングス及びセブン&アイ・ネットメディアの完全子会社になった。2024年7月、歯愛メディカルに売却し、グループを離脱した[61][62]。
- 株式会社Francfranc：インテリア用品・雑貨を販売。2024年8月、アインファーマシーズがセブン&アイを含む既存株主から全株式を取得し、完全子会社化した。
- 株式会社丸大：イトーヨーカドー丸大 - 新潟県の総合スーパー（GMS）を運営していた。1977年から業務提携。2025年3月頃にOICグループへ株式譲渡[63]。

## 受賞歴
内閣総理大臣表彰（内閣府）
「女性が輝く先進企業表彰」にて、「女性の活躍に関する情報開示」や「女性の管理職への積極的な登用」の分野で業界平均を上回り、具体的な取り組みを行っていると評価。
人を活かす会社（日本経済新聞社）
2015年総合ランキング第4位。2014年11月から育児に使える最長年5日の有給休暇制度を導入、傘下のイトーヨーカ堂では対象者の約7割が利用している。
2014年度 企業行動表彰（東京証券取引所）
女性の活躍の推進に向けた積極的な取組みについて、「コーポレート・ガバナンスに関する報告書」で充実した開示を行ったことが評価された。
2015年度NICES総合企業ランキング（日本経済新聞社）
総合ランキング1位、消費者・社会の影響力1位。業績や成長性、働きやすさなどを総合して上場企業を評価するもので、2015年度に最高益を見込む中で優れた企業として評価された。

## テレビ番組
- 日経スペシャル カンブリア宮殿（テレビ東京）
  - 第一回 店を革新し続けろ！～"流通の神様"ついに登場～（2009年5月25日）[68]
  - 第二回 大不況時代...進化して生き抜け！～客のニーズをつかむ極意～（2009年6月1日）[69]

## CM出演者

### 現在
- なし

### 過去
- 倖田來未：セブンネットショッピング
- AKB48：セブン-イレブン「セブン-イレブンフェア」（クリスマス）
- 渡り廊下走り隊7：セブン&アイHD「新・バレンタイン宣言」「ありがとうを声に出そう。5.8母の日キャンペーン」
- 東方神起：セブンCSカードサービス「ミレニアム/クラブ・オンカードセゾン」・セブン-イレブン「セブン-イレブンフェア」（少女時代と共演）
- 関ジャニ∞：セブン-イレブン「セブン-イレブンフェア」。
- Kis-My-Ft2：セブン-イレブン「セブン-イレブンフェア」。「Kis-My-Ft7（キスマイフットセブン）」でキャンペーンを行うというものだった。
- 関根勤：イトーヨーカドー（衣料品部門を除いた総合的キャラクターで、全店での「名誉店長」。藤本・芦田・SUPER☆GiRLSとも共演。2019年現在は資本・業務提携を結んだイズミのCMに出演）
- 藤本美貴：イトーヨーカドー（2011年 - 、「お寿司サービス編」「餅道編」のCMで関根と共演。）
- 芦田愛菜：イトーヨーカドー（ランドセルのCMでは、鈴木福・寺田心と共演。）
- 鈴木福：イトーヨーカドー（ランドセルのCMでは、芦田・寺田心と共演。関根・古坂大魔王との共演もある。）
- 古坂大魔王：イトーヨーカドー（2012年12月 - 、関根・鈴木福と共演）
- AAA：イトーヨーカ堂（主に衣料品部門を担当）
- SUPER☆GiRLS：イトーヨーカドー（ - 2015年、関根に並ぶ総合的キャラクター。衣料品部門も担当）
- 板野友美：イトーヨーカドー「水着編」「浴衣編」「ハグ編」（左記までは過去）「レイングッズ編」「ボディクーラー編」
- Dream5：イトーヨーカドー「Dancingood day」
- SMAP：セブン&アイ「2012年夏ギフト」「2012年冬ギフト」
- 稲森いずみ：イトーヨーカドー「GALLORIA」（婦人衣料品）
- 三姉妹（愛菜・亜美・ことり）：イトーヨーカドー（2012年4月 - 、芦田愛菜・前島亜美（当時SUPER☆GiRLS）・重本ことり（当時Dream5）の3人が、関根一家の三姉妹として共演、CMソングも歌う。）
- 香取慎吾（当時SMAP）・藤ヶ谷太輔（Kis-My-Ft2）・玉森裕太（Kis-My-Ft2）: イトーヨーカドー「ボディヒーター」
- 益若つばさ：イトーヨーカドー
- 蛯原友里：イトーヨーカドー「ボディークーラー」
- 江角マキコ：セブン-イレブン「セブンプレミアム」（温めるだけで出来る洋食）
- 竹下景子：セブン-イレブン「セブンプレミアム」（かんたん調理で出来る中華）
- 乃木坂46：セブン-イレブン（2015年、「セブン-イレブンフェア」にて乃木坂十福神として出演。）
- Hey! Say! JUMP：セブン-イレブン「セブン-イレブンフェア」（クリスマス）
- 寺田心：イトーヨーカドー「デザインランドセル」（芦田・鈴木福と共演。）
- 高梨沙羅：セブン-イレブン
- 安室奈美恵：セブン-イレブン「マジカルクリスマス」
- King & Prince：クリスマス（2019年 - 2022年）
- SEVENTEEN（2023年、クリスマス）

CMは2018年現在、セブン-イレブンが全国展開していることから全国ネット番組のナショナルスポンサーに付く回数が多くなっている。日替、週替スポンサーは提供クレジットを表記しないPT扱いとなっている時が多いが、固定スポンサーの場合は基本提供クレジットを表記する。全国番組向けのCMは、概ねセブン-イレブンの企業イメージ（食卓編）を放送し、イメージソングとしてザ・タイマーズ「デイ・ドリーム・ビリーバー」を流している。2013年6月から、CM冒頭に「セブン&アイ・ホールディングス」のサウンドロゴが入るようになり、提供クレジットも「セブン&アイ」から「セブン&アイ HLDGS.」に変更された。

## 提供番組

### 現在
日本テレビ系列、TBS系列、フジテレビ系列（「めざましどようび」のみ）はカラー表示。 

#### テレビ
日本テレビ系列
- 秘密のケンミンSHOW 極（読売テレビ製作）（2018年10月 - ）
- 1億3000万人のSHOWチャンネル （2021年1月 - ）
- 真相報道 バンキシャ!（後半ナショナルスポンサー）
- ザ!鉄腕!DASH!!（隔週で前後半交代）[注釈 13]
- スッキリ（イトーヨーカドー、10時台前半・関東ローカルスポンサー）

テレビ朝日系列
- 報道STATION（月曜日ナショナルスポンサー）

TBS系列
- 情報7days ニュースキャスター（隔週で前後半交代）（2014年4月 - ）
- バナナマンのせっかくグルメ!!（2021年10月 - ）
- 坂上&指原のつぶれない店（2022年4月 - ）
- 金曜ドラマ（同上 - 、当枠初の各社）[注釈 14]
- マツコの知らない世界（同上）
- 日5（MBS制作、2022年10月 -　）[注釈 15]

フジテレビ系列
- めざましどようび
- 奇跡体験!アンビリバボー（2012年4月 - ）
- 林修のニッポンドリル（2019年4月 - ）
- ONE PIECE

テレビ東京系列
- 出没!アド街ック天国（2011年4月 - ）

他多数

#### ラジオ
- NRNナイター（ニッポン放送・文化放送系のラジオネットワーク。セブン-イレブンとセブン銀行がそれぞれスポンサーとしてCMを放送）
- 東海ラジオ ガッツナイター（火曜日）
- ゴッドアフタヌーン アッコのいいかげんに1000回[注釈 16]
- 中居正広のSome girl' SMAP
- A&G TRIBAL RADIO エジソン
- 本名正憲のおはようラジオ（7時台の天気予報）
- セブン-イレブン presents 佐倉としたい大西

### 過去

#### テレビ
日本テレビ系列
- ヒルナンデス!
- 快脳!マジかるハテナ
- 笑神様は突然に…
- シューイチ
- ZIP!
- 1億人の大質問!?笑ってコラえて!
- 金曜ロードSHOW!
- 嵐にしやがれ（2017年4月 - 2020年12月）
- 天才!志村どうぶつ園（イトーヨーカドー）
- 今夜くらべてみました
- 24時間テレビ 「愛は地球を救う」（IYグループ、1984年 - 2004年）

テレビ朝日系列
- 関ジャニの仕分け∞（前半ナショナルスポンサー）
- くりぃむクイズ ミラクル9
- エリアの騎士（関東ローカル、PT扱い）

TBS系列
- ひみつの嵐ちゃん!
- 今、この顔がスゴい!
- さんまのSUPERからくりTV
- ジョブチューン アノ職業のヒミツぶっちゃけます!
- ぴったんこカン・カン
- サンデーモーニング
- 中居正広の金曜日のスマたちへ→中居正広の金曜日のスマイルたちへ（2014年4月 - ）

フジテレビ系列
- 笑っていいとも!
- SMAP×SMAP
- カスペ!
- にじいろジーン
- ちびまる子ちゃん（イトーヨーカドー）
- 土曜プレミアム（2011年4月 - 2019年9月）
- VS魂（2021年4月 - 9月）[注釈 17]

テレビ東京系列
- にっぽん!いい旅
- モヤモヤさまぁ〜ず2

#### ラジオ
JRN
- TBSラジオ：2013年3月までセブン-イレブン、イトーヨーカドー、デニーズ、セブン銀行4社持ち回りラジオ時報CMスポンサー[注釈 18]

NRN
- オールナイトニッポン
- SUPER☆GiRLS 超絶パーティー[注釈 19]

JFN
- 木村拓哉のWhat's UP SMAP!

#### 旧セブン-イレブンが提供
- まんがはじめて物語
- ななこSOS[注釈 20]
- 12時間超ワイドドラマ
- TVチャンピオン
- FNNスーパータイム
- ANNスポーツニュース（セブン-イレブンとイトーヨーカドーが提供）
- JNNニュースコープ→JNNニュースの森（全国ネット枠の後半→関東ローカル枠）
- メレンゲの気持ち
- 笑っていいとも!（前半）
- そこが知りたい